# Centro de Cirugía de Mínima Invasión Jesús Usón
El Centro de Cirugía de Mínima Invasión Jesús Usón (CCMIJU) es una institución   ubicada en Cáceres (España) dedicada a la investigación preclínica, entrenamiento y transferencia de tecnología en el ámbito  de la  salud, en especial, en el de la cirugía de mínima invasión.

## Historia
El Centro de Cirugía de Mínima Invasión surge como una spin-off universitaria que se remonta al año 1986, cuando el Dr. Usón Gargallo obtiene la Cátedra de Patología Quirúrgica y Cirugía de la Universidad de Extremadura comenzando a trabajar en unos humildes “barracones”, unas infraestructuras muy deficitarias y carentes de recursos, próximas a la Facultad de Veterinaria, en el Campus de la Universidad de Extremadura, donde se iniciaron las primeras investigaciones en técnicas quirúrgicas mínimamente invasivas.
Diez años más tarde y gracias al apoyo del gobierno regional y local se inauguraron unas  nuevas instalaciones, ubicadas en dicho Campus Universitario y gestionadas jurídicamente por un Consorcio, integrado por la Junta de Extremadura, la Universidad de Extremadura y la Diputación de Cáceres.
En 2007 y tras la clausura del anterior,  debido a la creciente demanda y carencia de espacio físico, se inaugura el Centro actual, el CCMIJU, soportado jurídicamente por una Fundación integrada por entidades públicas y privadas, sin ánimo de lucro, que lleva el nombre de su Fundador y actual Presidente de Honor.

## Cronología
| FECHA | HITO |
| ----- | --- |
| 1986  | El Dr. Jesús Usón inicia las gestiones para la creación del Centro de Cirugía de Mínima Invasión. |
| 1995  | Inauguración de las primeras instalaciones, ubicadas en el campus universitario de Cáceres, gestionadas bajo la personalidad jurídica de Consorcio. |
| 2007  | Inauguración de las nuevas instalaciones, gestionadas bajo la nueva personalidad jurídica de Fundación. Relevo en la Dirección Científica, asumiendo el cargo el Dr. Francisco Miguel Sánchez Margallo y ocupando el Dr. Usón la Presidencia de Honor de la misma.                               |
| 2008  | 7 áreas científico-técnicas a la que se suma una nueva, la de Terapia Celular. Aumenta la oferta de nuevos cursos de entrenamiento. Obtención de acreditaciones europeas para los mismos. |
| 2010  | Intensa participación en proyectos de I+D empresarial de carácter europeo. Aprobación de un Plan Estratégico de Transferencia Tecnológica a 4 años por el que se crea una empresa de base tecnológica (EBT) y se licencian varias patentes.                                                      |
| 2011  | Obtención del Certificado de Buenas Prácticas de Laboratorio (BPL) que permite realizar investigación preclínica homologada. |
| 2012  | Puesta en marcha del Aula de Reproducción Asistida EMB-ASEBIR, fruto del modelo de colaboración público-privada entre el CCMIJU, la Universidad y la iniciativa empresarial. |
| 2013  | Ganador de los Premios Día de Internet en la categoría Salud. Nuevo Plan Estratégico orientado a la internacionalización del Centro. Incremento del número de proyectos europeos de I+D. Nuevas líneas de investigación. Incremento de alianzas y sinergias con entidades científicas relevantes |

## Acreditaciones
La entidad, a lo largo de su amplia actividad y experiencia, ha obtenido  las siguientes acreditaciones:
- Certificado de Calidad de AENOR (ER-0430/2002) conforme a la UNE-EN-ISO 9001:08.
- Certificado de Cumplimiento de Buenas Prácticas de Laboratorio (BPLI 11.04/001 MSC para poder llevar a cabo estudios -tanto en medicina humana como veterinaria-  de:

1. Toxicidad in vivo.
2. Tolerancia
3. Farmacodinamia
4. Farmacocinética
5. Administración de producto de ensayo y obtención de especímenes no clínicos
6. Estudios de biocompatibilidad de productos sanitarios

- Centro de Formación e Investigación Sanitaria autorizado por el Gobierno de Extremadura.
- Oficina de Transferencia de Resultados de Investigación (OTRI).
- Órgano habilitado para la evaluación de proyectos que conlleven experimentación animal, sea para fines científicos como didácticos.

## Áreas científico-técnicas
La entidad, debido a su carácter multidisciplinar,  se estructura en  varias unidades y servicios  dedicados a investigación preclínica traslacional:
- Anestesiología: Técnicas anestésicas para la cirugía de mínima invasión. Monitorización de la profundidad anestésica y del sistema nervioso autónomo. Novedosos sistemas de administración de anestésicos inhalatorios. Hipertensión abdominal y síndrome compartimental abdominal.
- Bioingeniería y Tecnologías Sanitarias: Simulación y planificación quirúrgica. Ergonomía y diseño de instrumental laparoscópico. Sistemas avanzados para la educación y el entrenamiento quirúrgico. Cirugía asistida, robótica e imagen médica
- Diagnóstico y Terapéutica Endoluminal: Hiperplasia benigna de próstata. Investigación en enfermedades cardiovasculares. Modelos experimentales en cardiología.
- Endoscopia: Endourología, uropatía obstructiva. Enteroscopia de Doble Balón (EDB) y Desarrollo de stents metálicos en vía respiratoria.
- Farmacia: Uso de modelos experimentales para investigación preclínica
- Laparoscopia: NOTES y cirugía de incisión única. Ergonomía y evaluación de dispositivos laparoscópicos. Modelos experimentales de patologías. Evaluación in vivo de biomateriales
- Microcirugía: Evaluación de clips de titanio en cirugía vascular y trasplantes pediátricos e injertos microvasculares. Modalidad de tratamiento para la ectasia corneal: crosslinking, queratoplastia conductiva, etc. Modelos de trasplante hepático y renal. Simulación física para investigación en microcirugía
- Reproducción Asistida: Modelos animales en reproducción asistida. Investigación en implantación embrionaria. Mejoras en el proceso de transferencia embrionaria.
- Terapia Celular: Uso de células madre en alteraciones cardiovasculares, osteoarticulares e inmunológicas. Modelos experimentales para evaluación de la terapia celular. Ensayos preclínicos.

## Objetivos
- Realizar I+D preclínica colaborativa, siguiendo protocolos específicos, tales como Buenas Prácticas de Laboratorio (BPL) y contribuir a la mejora de la salud de los pacientes.
- Transferir los resultados de la investigación a instituciones públicas y privadas e impulsar la creación de entidades y empresas de base tecnológica.
- Entrenar a profesionales sanitarios a través de cursos de alta especialización para mejorar la calidad de sus habilidades en los pacientes
- Proporcionar asesoramiento técnico en el ámbito de la salud, la biotecnología y la bioingeniería.
- Puesta a disposición de la comunidad científica de infraestructuras de vanguardia e innovadoras:

1. Animalario de  2.310 m² con pequeños y grandes animales de laboratorio.
2. Laboratorios quirúrgicos, laboratorio de terapia celular, de análisis clínicos, de reproducción asistida y de formulación magistral.
3. Equipamiento de imagen médica: Tomografía Axial Computarizada (T.A.C.), Resonancia Magnética Nuclear (R.M.N.) Fluoroscopio de 2 y 3D…
4. Salas para eventos, congresos y simposios de gran capacidad.

- Fomentar la cultura científica en la sociedad.
- Colaborar con otras instituciones, tanto nacionales como internacionales, en el fomento y la transferencia de la ciencia y la tecnología, así como en la creación y desarrollo de entidades similares a ésta.